# Того на Паралимпийских играх
Того на Паралимпийских играх впервые приняли участие в 2016 году на летних Играх в Рио-де-Жанейро. На зимних Играх делегация Того участия пока не принимала. Медалей на Играх спортсмены Того пока не завоевали.